# ريتشارد هنري وايلد
ريتشارد هنري وايلد (بالإنجليزية: Richard Henry Wilde)‏ (و. 1789 – 1847 م) هو سياسي، وشاعر، ومحام، وبروفيسور (أستاذ جامعي) من الولايات المتحدة الأمريكية ولد في دبلن.
وهو عضو في الحزب الديمقراطي الأمريكي .

## مناصب وهيئات
أدار جامعة تولين.